# 善波川
善波川（ぜんばがわ）は、神奈川県伊勢原市善波の善波峠付近に源を発し、伊勢原市と秦野市の境を流れる金目川水系の二級河川。秦野市鶴巻で大根川に合流する。延長は3.65km、流域面積は4.74km2。

## 橋梁
- 陸間橋
- 善波橋
- 猪野尻橋
- 安藤橋
- 中家橋
- 西ノ前橋
- 下坂東橋
- 善波高架橋（東名高速道路）
- 桜橋（神奈川県道612号上粕屋南金目線）
- 石崎橋
- 弁天橋
- 矢茂井橋